# IQue
iQue, Ltd. (giản thể: 神游科技; phồn thể: 神遊科技; bính âm: Shényóu Kējì) là một công ty phát triển và hỗ trợ dịch thuật / bản địa hóa có trụ sở đặt tại Tô Châu. Công ty được thành lập như một liên doanh giữa Wei Yen và Nintendo vào năm 2002 với tư cách là một công ty sản xuất máy chơi trò chơi điện tử của Trung Quốc. Năm sau đó, công ty đã phát hành iQue Player. Công ty đã sản xuất và phân phối các sản phẩm Nintendo chính thức cho thị trường Trung Quốc đại lục dưới thương hiệu iQue cho đến năm 2018.
iQue chỉ phát hành các trò chơi trên các máy cầm tay của Nintendo là 3DS XL, DS, Game Boy Advance và Game Boy Advance SP. IQue Player là máy chơi trò chơi điện tử gia đình duy nhất của công ty ở Trung Quốc. Tuy đã có kế hoạch phát hành Wii tại Trung Quốc nhưng khi Iwata Satoru  chính thức công bố ngày phát hành là 20 tháng 9 năm 2007, ông cho biết máy chỉ có mặt ở Hồng Kông, dưới thương hiệu Nintendo. Nintendo DSi được phát hành tại Trung Quốc vào tháng 12 năm 2009 với tên gọi iQue DSi. Nintendo 3DS XL được phát hành tại Trung Quốc với tên gọi iQue 3DS XL vào tháng 12 năm 2012. Đến năm 2013, công ty trở thành công ty con thuộc sở hữu hoàn toàn của Nintendo.
Đến năm 2018, Nintendo đã ngừng phân phối chính thức các máy chơi trò chơi điện tử thế hệ cũ vào Trung Quốc đại lục với thương hiệu iQue. Nintendo hợp tác với Tencent để đưa Nintendo Switch vào thị trường Trung Quốc, vốn được quản lý chặt chẽ vào cuối năm 2019. Kể từ năm 2017, iQue tiếp tục hoạt động bằng cách cung cấp hỗ trợ người dùng cho bất kỳ sản phẩm nào đã phát hành trước đó, cũng như dịch và bản địa hóa các trò chơi mới do Nintendo phát hành trên toàn thế giới sang tiếng Trung giản thể trong khi Nintendo Hồng Kông đảm nhận dịch tiếng Trung phồn thể.
Vào năm 2019, iQue bắt đầu thuê các nhà phát triển với các lập trình viên và người thử nghiệm, cho thấy công ty đang trên đà chuyển đổi trở thành một công ty phát triển để hỗ trợ các dự án trò chơi cho bộ phận Nintendo EPD.

## iQue Player
IQue Player là một biến thể vi mô của máy chơi trò chơi điện tử gia đình của iQue và máy có thể chơi các phiên bản chuyển thể các trò chơi của Nintendo 64. Máy được thiết kế rất độc đáo để vượt qua lệnh cấm của Trung Quốc đối với các sản phẩm máy chơi trò chơi điện tử vào thời điểm đó. 14 trò chơi đã được ra mắt cùng với máy. The Legend of Zelda: Majora's Mask và bản dịch tiếng Trung phồn thể của Ocarina of Time đã được hoàn thành, nhưng chưa được iQue phát hành.

## iQue Game Boy Advance

### iQue Game Boy Advance
IQue GBA là phiên bản Trung Quốc của Game Boy Advance. Máy được phát hành vào ngày 8 tháng 6 năm 2004. 8 trò chơi đã được phát hành cho máy. 12 trò chơi nữa đã được lên kế hoạch, nhưng bị hủy bỏ sau khi máy bị vi phạm bản quyền cao. 
| Tựa trò chơi phát hành ở phương Tây       | Tựa trò chơi phát hành ở Trung Quốc | Bính âm                   | Ngày phát hành           | Thể loại           | Chế độ chơi                            |
| ----------------------------------------- | ----------------------------------- | ------------------------- | ------------------------ | ------------------ | -------------------------------------- |
| Super Mario Advance                       | 超级 马力 欧 ２                     | Chāojí Mǎlìōu 2           | Ngày 30 tháng 6 năm 2004 | Platform           | Một người chơi, nhiều người chơi (1-2) |
| Metroid: Zero Mission                     | 密 特罗德 ： 零点 任务              | Mìtèluōdé: Língdiǎn Rènwù | Tháng 6 năm 2005         | Bắn súng           | Một người chơi                         |
| Wario Land 4                              | 瓦 力 欧 寻宝 记                    | Wǎlìōu Xúnbǎo Jì          | Tháng 6 năm 2005         | Nền tảng           | Một người chơi                         |
| WarioWare, Inc: Mega Microgames!          | 瓦 力 欧 制造                       | Wǎlìōu Zhìzào             | 4 tháng 7 năm 2005       | Những trò chơi nhỏ | Một người chơi                         |
| Metroid Fusion                            | 密 特罗德 融合                      | Mìtèluōdé Rónghé          | Ngày 2 tháng 3 năm 2006  | Bắn súng           | Một người chơi                         |
| Yoshi' s Island - Super Mario Advance 3   | 耀 西 岛                            | Yàoxi Dǎo                 | Ngày 2 tháng 3 năm 2006  | Platform           | Một người chơi                         |
| Super Mario World - Super Mario Advance 2 | 超级 马力 欧 世界                   | Chāojí Mǎlìōu Shìjiè      | Ngày 15 tháng 3 năm 2006 | Platform           | Một người chơi, nhiều người chơi       |
| F-Zero Maximum Velocity                   | 极速 F-ZERO 未来 赛车               | Jísù F-ZERO Wèilái Sàichē | Tháng 8 năm 2007         | Đua xe             | Một người chơi, Nhiều người chơi (1-4) |

#### Nhưng trò chơi đã bị hủy
| Tựa trò chơi phát hành ở phương Tây | Tựa trò chơi phát hành ở Trung Quốc (Đề xuất) | Bính âm                         | Thể loại   | Chế độ chơi                            |
| ----------------------------------- | --------------------------------------------- | ------------------------------- | ---------- | -------------------------------------- |
| Advance Wars                        | 陆海空 大战                                   | Lùhǎikōng Dàzhàn                | Chiến lược | Một người chơi, nhiều người chơi (1-4) |
| Densetsu no Stafy                   | 斯塔 非 的 传说                               | Sītǎfēi de Chuánshuō            | Platform   | Một người chơi                         |
| Densetsu no Stafy 2                 | 斯塔 非 的 传说 2                             | Sītǎfēi de Chuánshuō 2          | Platform   | Một người chơi                         |
| DK: King of Swing                   | 摇摆 森 喜 刚                                 | Yáobǎi Sēn Xǐgāng               | Giaỉ đố    | Một người chơi                         |
| Famicom Mini Collection             | 红白 机 合集                                  | Hóngbái Jīhéjí                  | Tổng hợp   | Một người chơi                         |
| Fire Emblem: The Binding Blade      | 火 纹 战记: 封印 之 剑                        | Huǒwén Zhànjì: Fēngyìn Zhījiàn  | Nhập vai   | Một người chơi                         |
| Kuru Kuru Kuruin                    | 转转 棒                                       | Zhuǎn Zhuǎn Bàng                | Giaỉ đố    | Một người chơi, nhiều người chơi (1-4) |
| Kuruin Paradise                     | 转转 棒 天堂                                  | Zhuǎn Zhuǎn Bàng Tiāntáng       | Giaỉ đố    | Một người chơi, nhiều người chơi (1-4) |
| Mario & Luigi: Superstar Saga       | 马力 欧 与 路易吉 RPG                         | Mǎlìōu Yǔ Lùyìjí RPG            | Nhập vai   | Một người chơi                         |
| Mario Kart: Super Circuit           | 马力 欧卡丁 车 超级 赛道                      | Mǎlìōu Kǎdīngchē Chāojí Sài Dào | Đua xe     | Một người chơi, nhiều người chơi (1-4) |
| Polarium Advance                    | 通勤 一笔                                     | Zhígǎn Yī Bǐ                    | Giaỉ đố    | Một người chơi                         |
| Tomato Adventure                    | 番茄 酱 王国 大 冒险                          | Fānqié Jiàng Wángguó dà Màoxiǎn | Nhập vai   | Một người chơi, nhiều người chơi (1-2) |

### iQue Game Boy SP
IQue Game Boy SP là phiên bản Trung Quốc của Game Boy Advance SP. Máy giống như một Game Boy Advance SP thông thường nhưng có logo "iQue" ở mặt trên vỏ thay vì "Nintendo" như sản phẩm dành cho thị trường toàn thế giới. Máy chơi được các trò chơi của Game Boy, Game Boy Color và Game Boy Advance và có pin sạc. Máy được phát hành vào tháng 10 năm 2004.

### iQue Game Boy Micro
IQue Micro là phiên bản Trung Quốc của Game Boy Micro, và là phiên bản nhỏ nhất trong dòng iQue. Máy có thể chơi các trò chơi của Game Boy Advance. Máy được phát hành vào tháng 10 năm 2005.

## iQue DS

### iQue DS
IQue DS là phiên bản Trung Quốc của Nintendo DS. Máy được phát hành vào ngày 23 tháng 7 năm 2005. 6 trò chơi đã được phát hành cho hệ máy console. Đây là phiên bản duy nhất của Nintendo DS bị khóa khu vực, vì vậy các trò chơi iQue DS không thể chơi được trên Nintendo DS từ các khu vực khác.
Một phiên bản tiếng Trung của Big Brain Academy cũng đã được lên kế hoạch, nhưng đã bị hủy bỏ việc xuất hiện trên đoạn phim chiếu thử chính thức của iQue DS Lite.
Những trò chơi đã phát hành:
| Tựa trò chơi phát hành ở phương Tây | Tựa trò chơi phát hành ở Trung Quốc | Bính âm                        | Ngày phát hành           | Thể loại           | Chế độ chơi                            | Media                          |
| ----------------------------------- | ----------------------------------- | ------------------------------ | ------------------------ | ------------------ | -------------------------------------- | ------------------------------ |
| Polarium                            | 直 感 一笔                          | Zhígǎn Yī Bǐ                   | 23 tháng 7 năm 2005      | Giải đố            | Một người chơi, Nhiều người chơi (1-2) | Thẻ trò chơi DS                |
| WarioWare: Touched!                 | 摸摸 瓦 力 欧 制造                  | Mō Mō Wǎlìōu Zhìzào            | Tháng 12 năm 2005        | Những trò chơi nhỏ | Một người chơi                         | Thẻ trò chơi DS                |
| Yoshi Touch & Go                    | 摸摸 耀 西 - 云 中 漫步             | Mō Mō Yàoxi - Yún Zhōng vầngbù | 14 tháng 2 năm 2006      | Platform           | Một người chơi, Nhiều người chơi (1-2) | Thẻ trò chơi DS                |
| Super Mario 64 DS                   | 神游 马力 欧 DS                     | Shényóu Mǎlìōu DS              | Ngày 21 tháng 6 năm 2007 | Platform           | Một người chơi, Nhiều người chơi (1-4) | Thẻ trò chơi DS                |
| New Super Mario Bros.               | New超级 马力 欧 兄弟                | Mới Chāojí Mǎlìōu Xiōngdì      | Ngày 2 tháng 7 năm 2009  | Platform           | Một người chơi, Nhiều người chơi (1-4) | Thẻ trò chơi DS                |
| Nintendogs                          | 任 天 狗狗                          | Rèntiān Gǒu Gǒu                | Tháng 12 năm 2009        | Mô phỏng           | Một người chơi, Nhiều người chơi (1-2) | Được cài đặt sẵn trên iQue DSi |
| Big Brain Academy                   | không xác định                      | không xác định                 | Chưa được phát hành      | Giaó dục giải trí  | Một người chơi, Nhiều người chơi (1-8) | không xác định                 |

### iQue DS Lite
IQue DS Lite là phiên bản Trung Quốc của Nintendo DS Lite. Máy chơi các trò chơi Nintendo DS và có kích thước nhỏ hơn và có màn hình sáng hơn DS gốc. Máy được phát hành vào tháng 6 năm 2006.

### iQue DSi
IQue DSi là phiên bản Trung Quốc của Nintendo DSi. Máy có một máy ảnh và chơi được cả trò chơi DS và DSiWare. Máy cũng đi kèm với trò chơi Nintendogs được cài đặt sẵn và được cho là bản phát hành duy nhất trên DS ở Trung Quốc. Máy được phát hành vào tháng 12 năm 2009.

## iQue 3DS XL
IQue 3DS XL là phiên bản Trung Quốc của Nintendo 3DS XL. Đây là phiên bản 3DS duy nhất do iQue cung cấp. Không giống như Nintendo 3DS XL ở các khu vực khác, iQue 3DS XL không có Nintendo eShop, bạn không thể chuyển dữ liệu từ iQue DSi sang iQue 3DS XL hoặc giữa các hệ máy và bạn không thể chơi iQue DSiWare trên iQue 3DS XL. Chỉ có 2 trò chơi được phát hành và cả hai đều được cài đặt sẵn trên mọi máy, cũng như không có thẻ trò chơi vật lý nào được sản xuất.
Trò chơi đã phát hành: 
| Tựa trò chơi phát hành ở phương Tây | Tựa trò chơi phát hành ở Trung Quốc | Bính âm                 | Ngày phát hành           | Chế độ chơi                      |
| ----------------------------------- | ----------------------------------- | ----------------------- | ------------------------ | -------------------------------- |
| Super Mario 3D Land                 | 超级 马力 欧 3D 乐园                | Chāojí Mǎlìōu 3D Lèyuán | Ngày 7 tháng 12 năm 2012 | Một người chơi                   |
| Mario Kart 7                        | 马力 欧卡丁 车 7                    | Mǎlìōu Kǎdīngchē 7      | Ngày 7 tháng 12 năm 2012 | Một người chơi, nhiều người chơi |

Do khóa khu vực, chỉ những trò chơi có ngôn ngữ giao diện tiếng Trung giản thể mới có thể được sử dụng trong iQue 3DS XL. Bên cạnh hai trò chơi được liệt kê ở trên do iQue phát hành, 14 trò chơi sau do Nintendo Hồng Kông và Nintendo Đài Loan phát hành cũng có thể được sử dụng và bao gồm ngôn ngữ giao diện tiếng Trung đơn giản: 
| Tựa trò chơi phát hành ở phương Tây      | Tựa trò chơi phát hành ở Trung Quốc                                 | Bính âm                                                                                      | Chế độ chơi                            |
| ---------------------------------------- | ------------------------------------------------------------------- | -------------------------------------------------------------------------------------------- | -------------------------------------- |
| The Legened of Zelda: Ocarina of Time 3D | 塞尔达 传说 时光 之 笛 3D                                           | Sàiěrdá Chuánshuō: Shíguāng zhī Dí 3D                                                        | Một người chơi                         |
| Nintendogs+ Cats                         | 任 天 狗狗 + 猫猫                                                   | Rèntiān Gǒugou + Māomāo                                                                      | Một người chơi                         |
| Star Fox 64 3D                           | 星际 火狐 64 3D                                                     | Xīngjì Huǒhú 64 3D                                                                           | Một người chơi, nhiều người chơi       |
| Mario Tennis Open                        | 马力 欧 网球 公开赛                                                 | Mǎlìōu Wǎngqiú Gōngkāisài                                                                    | Một người chơi, nhiều người chơi       |
| New Super Mario Bros 2                   | 新 超级 马力 欧 兄弟 2                                              | New Chāojí Mǎlìōu Xiōngdì 2                                                                  | Một người chơi, nhiều người chơi       |
| Brain Age: Concentration Training        | 脑 科学 专家 川岛 隆 太 博士 监 修 突破 极限 脑 的 5 分钟 魔鬼 锻炼 | Nǎokēxué Zhuānjiā Chuāndǎolóngtài Bóshì Jiānxiū Tūpò Jíxiàn Nǎo de 5 Fēnzhōng Móguǐ Duànliàn | Một người chơi, nhiều người chơi       |
| Luigi's Mansion: Dark Moon               | 路易吉 洋 馆 2                                                      | Lùyìjí Yángguǎn 2                                                                            | Một người chơi, nhiều người chơi       |
| Paper Mario: Sticker Star                | 纸片 马力 欧 超级 贴纸                                              | Zhǐpiàn Mǎlìōu Chāojí Tiēzhǐ                                                                 | Một người chơi                         |
| Pokémon Sun and Moon                     | 精灵 宝 可 梦 太阳 ／ 月亮                                          | Jīnglíng Bǎokěmèng Tàiyáng / Yuèliang                                                        | Một người chơi, nhiều người chơi       |
| Pokémon Ultra Sun và Ultra Moon          | 精灵 宝 可 梦 究 极 之 日 ／ 究 极 之 月                            | Jīnglíng Bǎokěmèng Jiūjí-zhī Rì / Jiūjí-zhī Yuè                                              | Người Một người chơi. Nhiều người chơi |

## So sánh
| Khả năng tương thích phần mềm | Khả năng tương thích phần mềm | Khả năng tương thích phần mềm | Khả năng tương thích phần mềm | Khả năng tương thích phần mềm | Khả năng tương thích phần mềm | Khả năng tương thích phần mềm | Khả năng tương thích phần mềm | Khả năng tương thích phần mềm |
|                               | iQue Player                   | iQue GBA                      | iQue SP                       | iQue Micro                    | iQue DS                       | iQue DS Lite                  | iQue DSi                      | iQue 3DS XL                   |
| ----------------------------- | ----------------------------- | ----------------------------- | ----------------------------- | ----------------------------- | ----------------------------- | ----------------------------- | ----------------------------- | ----------------------------- |
| phần mềm iQue Player / N64    | Green tick                    | Red X                         | Red X                         | Red X                         | Red X                         | Red X                         | Red X                         | Red X                         |
| Phần mềm GB và GBC            | Red X                         | Green tick                    | Green tick                    | Red X                         | Red X                         | Red X                         | Red X                         | Red X                         |
| Phần mềm GBA                  | Red X                         | Green tick                    | Green tick                    | Green tick                    | Green tick                    | Green tick                    | Red X                         | Red X                         |
| Phần mềm DS                   | Red X                         | Red X                         | Red X                         | Red X                         | Green tick                    | Green tick                    | Green tick                    | Green tick                    |
| Phần mềm 3DS                  | Red X                         | Red X                         | Red X                         | Red X                         | Red X                         | Red X                         | Red X                         | Green tick                    |
| Hiện đang có sẵn              |                               |                               |                               |                               |                               |                               |                               |                               |
| Hiện đang có sẵn              | Red X                         | Red X                         | Red X                         | Red X                         | Red X                         | Red X                         | Red X                         | Red X                         |
| Phân phối phần mềm            |                               |                               |                               |                               |                               |                               |                               |                               |
| Phân phối phần mềm            | iQue Depot Fugue Online       | Bán lẻ                        | Bán lẻ                        | Bán lẻ                        | Bán lẻ                        | Bán lẻ                        | Bán lẻ DSi Ware               | Bán lẻ                        |